# きずし

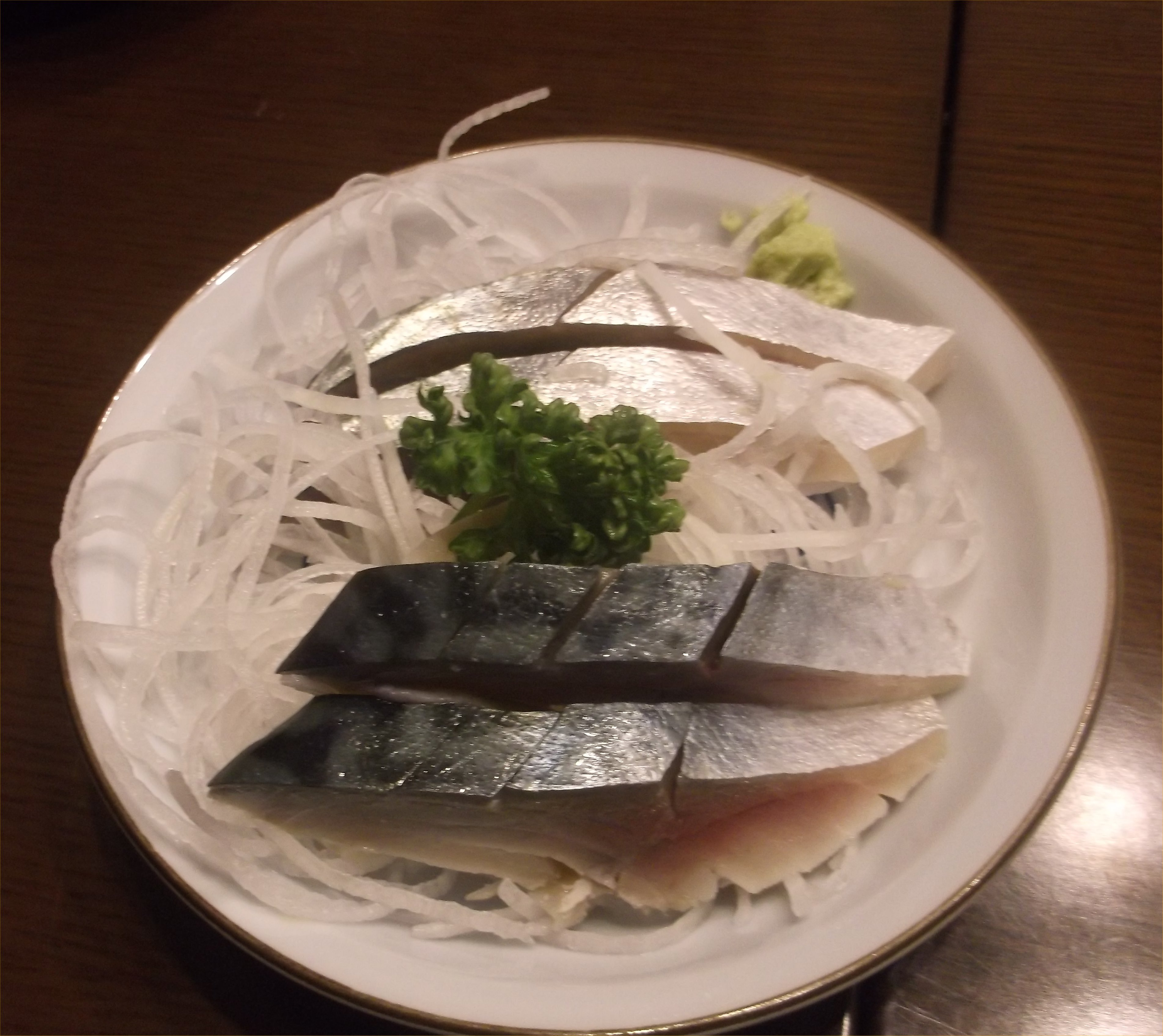
鯖のきずし

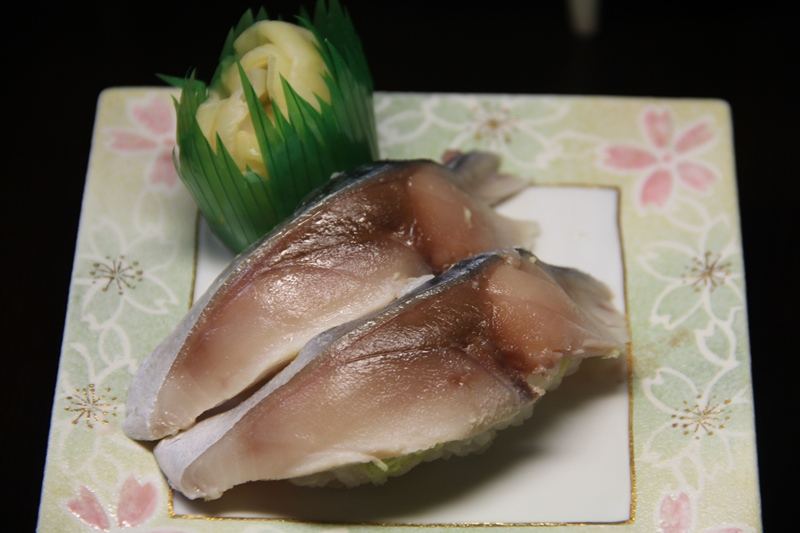
しめさばの握り寿司

きずし（生寿司、生鮨）は、魚を酢締めしたもの。鯖の酢締めを指すことが多いが、鰆、鯵、鯛などを用いたものもある。鯖の場合はしめさばと類似する。
概ね西日本では「きずし」、東日本では「しめさば」と呼ぶのが一般的である。
寿司という名前だが飯無しの切り身で食べるのが一般的。切り身はさらに切り込みを入れる場合もあり、ワサビ、生姜などを添える場合もある。飯に乗せて寿司としたものはきずしずし、鯖寿司、バッテラなどになる。
一般的な作り方は頭を落とし内臓を取って三枚おろしにした魚を塩に一晩程度浸け、そのあと塩を洗い落として酢で浸ける。浸ける時間などや塩、酢の量は各種流儀があるようである。
元々は保存食であり、日本海でとれた鯖を京都に運ぶために塩漬けにしたのが始まりとされる。
北海道方言などで、生寿司を「なまずし」と発声した場合は通常の江戸前寿司を指す。

## 食中毒

### アニサキス
アニサキスは、サバにも寄生している。24時間以上冷凍しないサバを使った調理では食中毒（アニサキス症）を発症する可能性がある。一般に、酢には殺菌効果があるとされているが、調理に用いる程度の濃度の酢ではアニサキスは死滅しないことに注意が必要である。なお、1999年の食品衛生法施行規則の一部改正（厚生省令第105号）により、アニサキスによる食中毒が疑われる場合は、24時間以内に最寄りの保健所に届け出をすることとされている。